# Benjamin Jeannot
Benjamin Jeannot (Laxou, 22 de janeiro de 1992) é um futebolista profissional francês que atua como atacante.

## Carreira
Benjamin Jeannot começou a carreira no Nancy.